# Gare d'Addis-Abeba
La gare d'Addis-Abeba ou Legehar (nom local) est une gare ferroviaire éthiopienne, située à l'extrémité sud de l'avenue Churchill. Ouverte en 1929, c'était la principale gare de la ville d'Addis Abeba jusqu'à sa fermeture en 2008.

## Situation ferroviaire
La gare d'Addis-Abeba est située au point kilométrique (PK) 784,768 du chemin de fer djibouto-éthiopien dont elle est le terminus, à 2 400 mètres d'altitude.

## Histoire

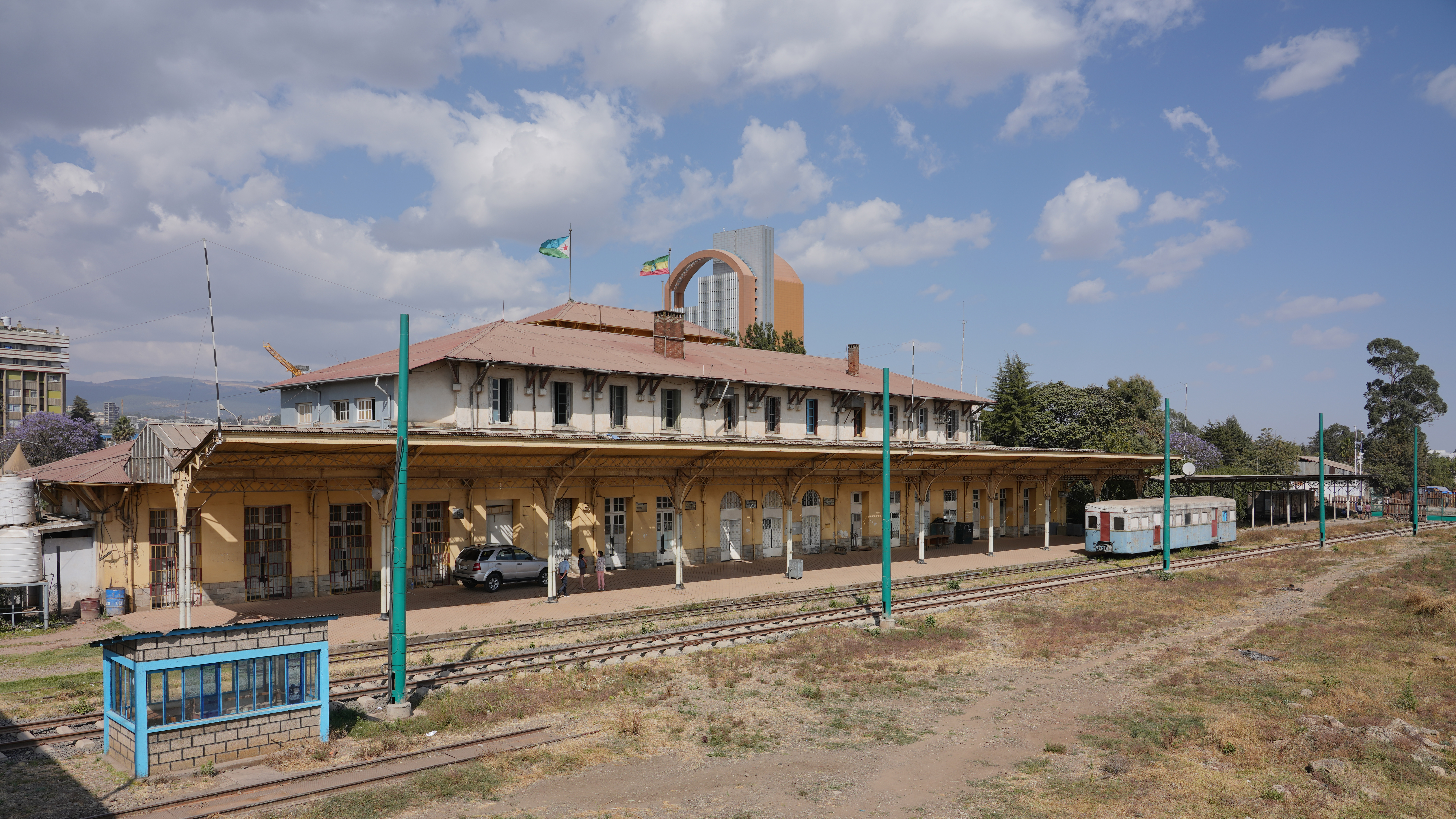
La gare d'Addis-Abeba, côté voies.

Le 30 janvier 1908, la Compagnie du Chemin de fer de Franco-Ethiopien (C.F.E.) est constituée. Elle a notamment pour objectif de prolonger vers la capitale éthiopienne la ligne existante reliant le port de Djibouti à la ville de Dire Dawa. Les travaux débutent en 1909, et Addis Abeba est atteinte le 20 mai 1915.
L'exploitation de la ligne débute dès le 7 juin 1917, mais la réception des voyageurs et marchandises s'effectue alors dans une petite gare en bois, en attendant la construction d'un bâtiment voyageur moderne.
Le 13 février 1928, les grands dignitaires de l’Empire d'Éthiopie, dont le régent, le ras Tafari Makonnen (futur négus Haïlé Sélassié Ier), procède à la pose de la première pierre du bâtiment des voyageurs en présence des représentants des puissances étrangères. 
Les plans du bâtiment sont confiés à l’architecte Paul Barrias (1875-1973), 2e Second Grand Prix de Rome en 1901, fils aîné du sculpteur Louis-Ernest Barrias. Les travaux de construction sont effectués par la « Société technique et industrielle d’entreprises de Paris ».
La gare est inaugurée le 3 décembre 1929 et comporte : 
- la direction générale, avec services de comptabilité et du personnel ;
- les installations terminales et voies de triage ;
- un hangar abritant les rames impériales ;
- des ateliers d’entretien courant pour le matériel roulant ;
- un magasin d’approvisionnement ;
- un centre d’apprentissage et de formation professionnelle ;
- un pont bascule de 80 tonnes ;
- une infirmerie pour l'ensemble des employés de la compagnie et leur famille ;
- un club sportif et artistique, le « Club des Cheminots », réservé aux agents de la compagnie et leur famille.

En 2008, La gare ferme ses portes à la suite de l'abandon de la desserte entre Dire Dawa et Addis Abeba. Par la suite, le gouvernement éthiopien projette de reconstruire totalement le quartier environnant, mais envisage néanmoins de conserver le bâtiment voyageur.
En 2016, la capitale éthiopienne est de nouveau desservie par le train, grâce à la nouvelle ligne d'Addis-Abeba à Djibouti qui dessert la gare de Feri-Labu construite à  une douzaine de kilomètres au sud-ouest du centre-ville (8° 55′ 56″ N, 38° 41′ 17″ E), près de la ville d'Alem Gena.